# Xu Jianping
Xu Jianping (許建平S, Xǔ JiànpíngP; Dalian, 1º febbraio 1955 – Dalian, 15 dicembre 2015) è stato un calciatore cinese, di ruolo portiere.

## Carriera

### Nazionale
Ha partecipato alla Coppa d'Asia 1980.